# Huis Sevenaer
Huis Sevenaer of Smollingshuse is een voormalige havezate met landgoed en onder andere een boerderij aan de oostzijde van de stad Zevenaar in De Liemers, in de Nederlandse provincie Gelderland.
Huis Sevenaer werd aanvankelijk Smollinghuse genoemd. Pas na het verdwijnen van het kasteel ging de naam Sevenaer over naar Smollinghuse. Het huis was in de 14de eeuw het eigendom van de familie Schmullinck. Het hoofdgebouw is waarschijnlijk rond 1575 gebouwd in opdracht van Adriaen (van) Spierinck en zijn vrouw Wendelina Schmullinck. Hun zoon Frans liet er in 1612 de achtkantige traptoren aanbouwen.

## Van Nispen tot Pannerden
In 1785 kwam het huis in bezit van de familie Van Nispen tot Pannerden. Het werd in de eerste helft van de negentiende eeuw drastisch verbouwd. De linkerzijvleugel en de hoofdingang dateren uit die periode. Het neoclassicistische bouwhuis is uit 1868. De tuinaanleg stamt waarschijnlijk ook uit die tijd, net als het duivenverblijf uit baksteen in de vorm van een kasteeltje.
Architect Eduard Cuypers deelde het huis aan het begin van de 20e eeuw op in twee aparte woondelen.

## Voortzetting
Het landgoed met het huis en onder andere een biologisch landbouwbedrijf was eigendom van jonkheer (Huub) van Nispen van Sevenaer. Na zijn overlijden in 2012 werd De Stichting Jonkheer Huub van Nispen van Sevenaer Memorie eigenaar van het complete landgoed met opstallen. Het land- en tuinbouwbedrijf werd voortgezet. In 2011 was een subsidie voor renovatie door de provincie Gelderland beschikbaar gesteld ter grootte van een miljoen euro. Hiermee is het Polderhuis, de voormalige rentmeesterswoning, gerestaureerd. In 2015 vestigde zich daar een caférestaurant met zalencentrum. Eind 2018 werd er een bed and breakfast geopend. In 2019 kwam er een woonwinkel in een ander bij het landgoed behorend pand. Het landhuis is niet toegankelijk voor publiek. Op het landgoed zijn veel vrijwilligers actief en er worden regelmatig rondleidingen gegeven. 
Huis Sevenaer moet niet worden verward met het verdwenen kasteel Sevenaer dat aan de westzijde van het Zevenaarse stadscentrum op het huidige Masiusplein stond. 